# Као (сигнатура)

Као Тоётоми Хидэёси

Као  или huāyā (кит. 花押, от китайских иероглифов  ка — цветок и о — подписывать) — стилизованная японская подпись, или знак, используемый в качестве подписи.
Као впервые появились в Китае во время династии Тан, в Японии начали использоваться в период Хэйан.
Несмотря на то, что в период Эдо као стали менее распространены, они продолжают использоваться некоторыми современными политиками и знаменитостями. Чтение и идентификация као часто требует навыков специалиста. Этой теме посвящены целые книги.
Часто используются на японских мечах (накаго).